# DB Baureihe 111
DB Baureihe 111 är ett tyskt ellok byggt för Deutsche Bundesbahn. Alla lok ägs numera av Deutsche Bundesbahns efterträdare, Deutsche Bahn.

## Historia
DB BR 111 är den direkta efterträdaren till det äldre loket BR 110. DB insåg snabbt efter att produktionen av BR 110 hade slutat att behovet av snabba ellok fortfarande var stort, man började därför söka efter en efterträdare som skulle kunna tas i tjänst under 1970-talet. Man valde då att använda samma grundkonstruktion som i BR 110, men med nya boggier för förbättrade egenskaper i hög fart. Man valde också att designa om förarplatsen så att den blev både enklare att använda men också så att den blev mer ergonomisk. Utformningen på förarplatsen blev sedan en standard som fortfarande används i många moderna lok. Det var också ett av de första loken med en bitvis digitaliserad förarplats.
Det första loket lämnade Krauss-Maffeis fabrik 1974, och fram till och med 1984 levererades ytterligare 226 exemplar. Utöver Krauss-Maffei så tillverkade även Siemens, Henschel, AEG, Krupp och Brown Boveri olika delar i loket.
Det sista tillverkade loket var tänkt att bli det sista tillverkade vanliga växelströmsloket för Deutsche Bundesbahn, men i och med Tysklands återförening så fick DB även ta emot ett antal nyproducerade BR 112. Anledningen till att de tog emot loken var huvudsakligen politiska.
1979 beslutade man att BR 111 skulle användas i S-bahn nätverket Rhein-ruhr området. 77 lok målades i S-bahn färger och försågs med nödvändig utrustning som t.ex. destinationsdisplayer. Under samma år så omstrukturerades och utökades också intercitytågen. Omstruktureringen fick DB att inse att de dåvarande expressloken, BR 103 inte skulle klara av den ökade belastningen. Man tog därför beslutet att öka hastighetsbegränsningen på BR 111 till 160 km/h för att de skulle kunna dra intercitytåg.

## Olyckor
Lok nummer 109 (111 109) kolliderade med ett Österrikiskt lok av typen ÖBB 1042 på stationen i orten Wels i Österrike 1981. Loket demonterades på olycksplatsen då det ansågs för dyrt att reparera.
Lok nummer 4 (111 004) kolliderade år 2006 med en lastbil på en plankorsning, nio personer skadades i olyckan. Loket skrotades 2008.

## Övrigt
Lok nummer 30 (111 030) var det första loket från DB som blev målat i speciell reklammålning.
En BR 111 var på framsidan av Thomas Cook Continental Timetable mellan 1976 och 1987

## Galleri

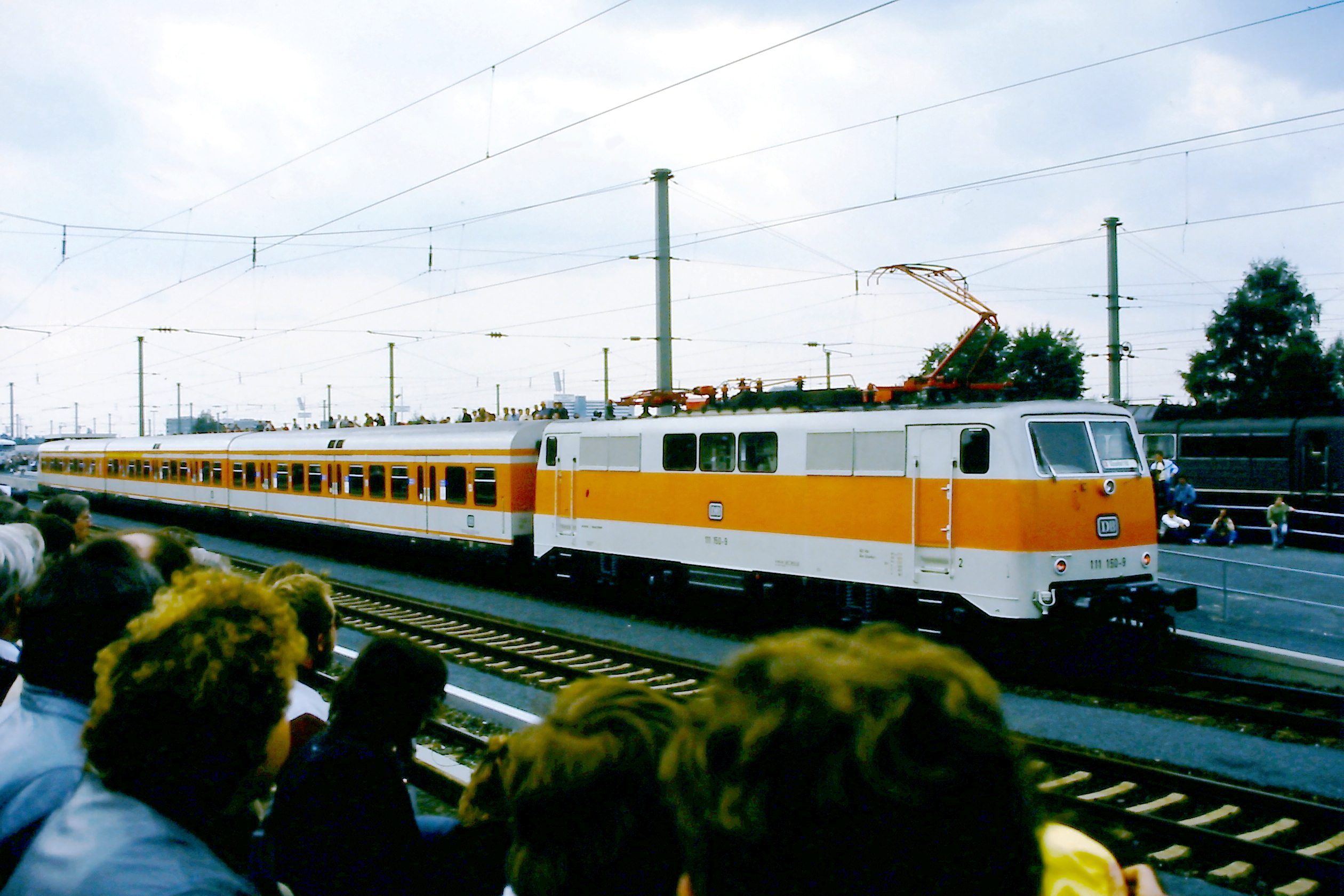
BR 111 i S-bahn-färger 1985
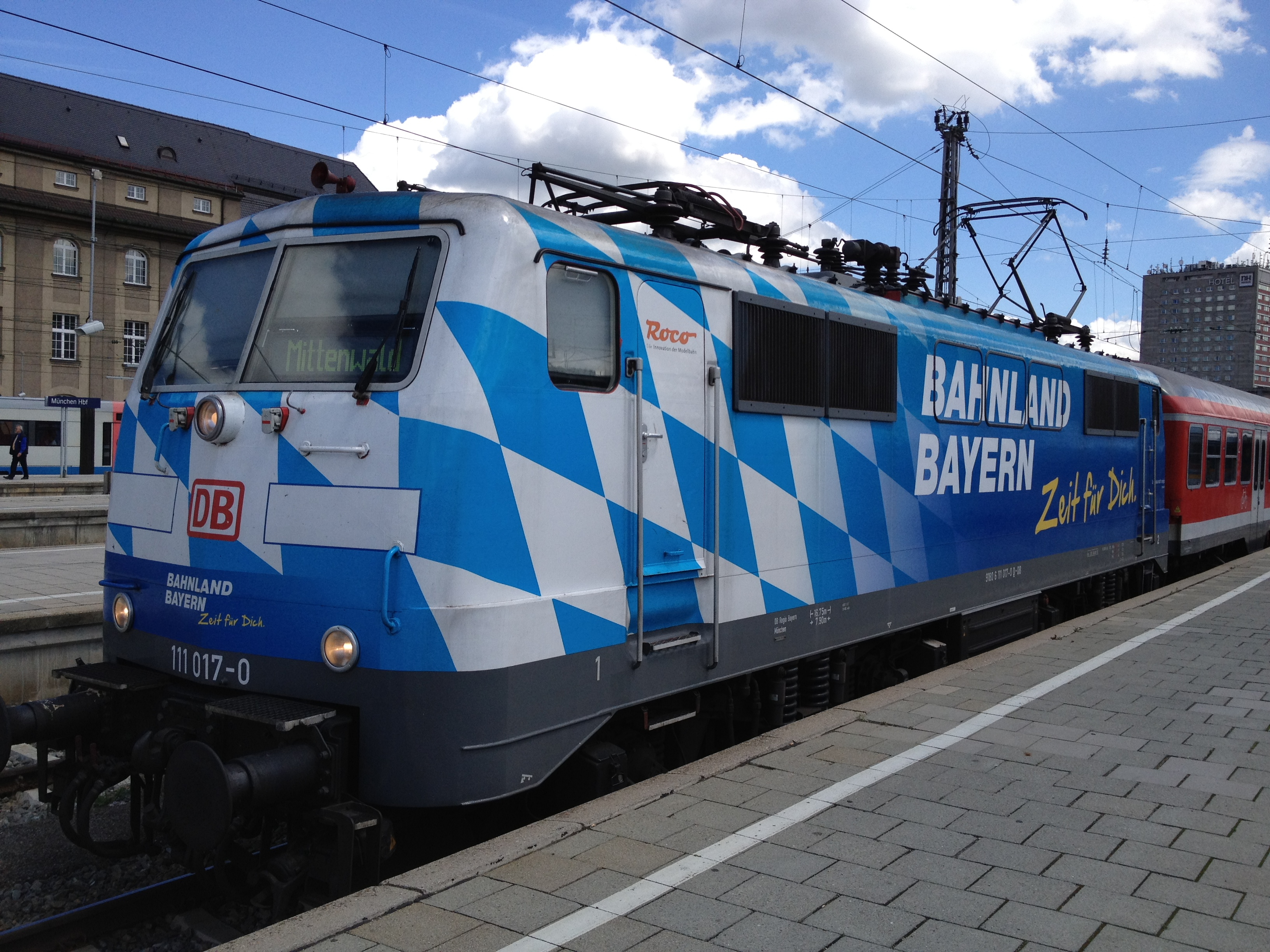
BR 111 i bayersk specialmålning
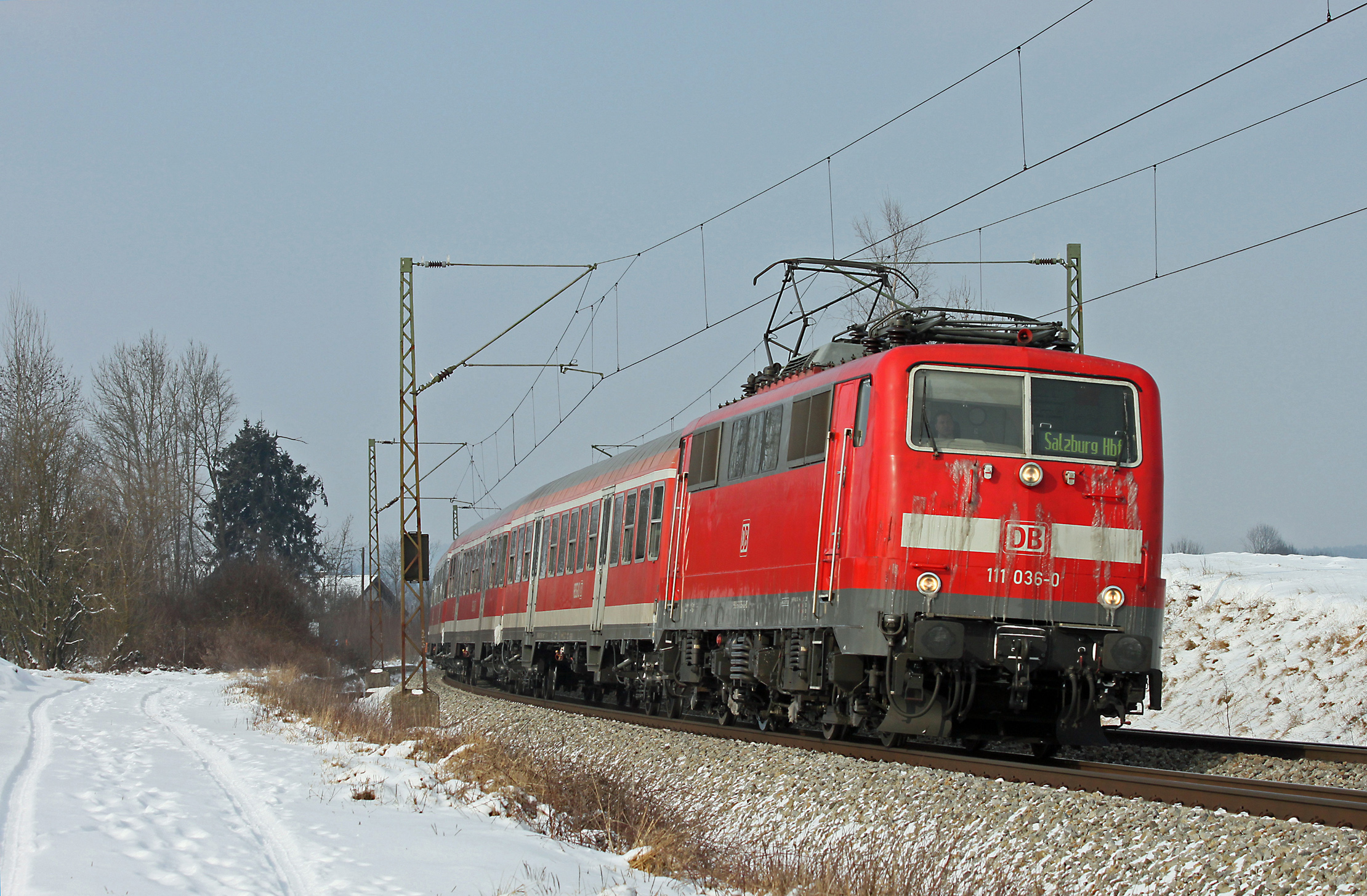